# 遠山美都男
遠山 美都男（とおやま みつお、1957年（昭和32年） - ）は、日本の歴史学者。日本古代史専攻。博士（史学）。現在、学習院大学、日本大学、立教大学、各非常勤講師。

## 経歴
1957年（昭和32年）東京都生まれ。1981年（昭和56年）学習院大学文学部史学科卒業。1986年（昭和61年）学習院大学大学院人文科学研究科史学専攻博士後期課程中退。

## 人物
- 継体天皇以前の日本書紀の記述に史実性を認める見解に対し否定的な主張を展開、日本書紀は大和朝廷の正統性を主張するためのある種の物語であって歴史書ではなく、随所に中国の歴史書からの模倣がみられるとしている（『天皇誕生』中公新書）
- 邪馬台国の卑弥呼に関して、「卑弥呼」は「ヒミコ」あるいは「ヒメコ」という官職名であり、それを中国側がよく認識しないで記載したに過ぎず、「卑弥呼」の本名は不明であるとしている（『卑弥呼の正体』洋泉社新書）

## 著書

### 単著
- 『大化改新―六四五年六月の宮廷革命』 （中公新書、1993年、全面改訂版2022年5月）
- 『聖徳太子はなぜ天皇になれなかったのか―厩戸皇子と蘇我氏四代の謎』 （大和書房、1995年）
  - 『聖徳太子はなぜ天皇になれなかったのか』（角川ソフィア文庫、2000年）
- 『壬申の乱―天皇誕生の神話と史実』 （中公新書、1996年）
- 『白村江―古代東アジア大戦の謎』 （講談社現代新書、1997年）
- 『聖徳太子未完の大王』 （NHKライブラリー：日本放送出版協会、1997年）
- 『古代王権と大化改新―律令制国家成立前史』 （雄山閣出版、1999年、新版：2005年）
- 『天智天皇―律令国家建設者の虚実』 （PHP新書、1999年）
  - 改題　『中大兄皇子―戦う王の虚像と実像』（角川ソフィア文庫、2002年）
- 『「日本書紀」はなにを隠してきたか？』 （洋泉社新書、1999年）
- 『彷徨の王権聖武天皇』 （角川選書、1999年）
- 『卑弥呼の正体―ついにそれが明かされた！』（洋泉社新書、1999年）
- 『天皇誕生―日本書紀が描いた王朝交替』（中公新書、2001年）
- 『卑弥呼誕生―「魏志」倭人伝の誤解からすべてが始まった』（洋泉社、新書y、2001年）
- 『天皇と日本の起源―「飛鳥の大王（おおきみ）」の謎を解く』（講談社現代新書、2003年）
- 『古代日本の女帝とキサキ』（角川叢書：角川学芸出版、2005年）
- 『蘇我氏四代―臣、罪を知らず』（日本評伝選：ミネルヴァ書房、2006年）
- 『古代の皇位継承―天武系皇統は実在したか』（歴史文化ライブラリー：吉川弘文館、2007年）
- 『蘇我氏四代の冤罪を晴らす』（学研新書、2008年）
- 『天平の三姉妹―聖武皇女の矜持と悲劇』（中公新書、2010年）
  - 『天平の三皇女―聖武の娘たちの栄光と悲劇』(河出文庫、2016年)
- 『検証平城京の政変と内乱』（学研新書、2010年）
- 『天智と持統』（講談社現代新書、2010年）
- 『日本書紀の虚構と史実』（洋泉社、歴史新書y、2012年）
- 『聖徳太子の「謎」』（宝島社、2013年）
- 『敗者の日本史1　大化改新と蘇我氏』（吉川弘文館、2013年）
- 『日本古代史の読み方 456-785 通説を見直す 皇位継承事件に隠された真相を探る』（KADOKAWA、2013年）
- 『天武天皇の企て 壬申の乱で解く日本書紀』（角川選書、2014年）
- 『名前でよむ天皇の歴史』（朝日新書、2015年）
- 『蘇我氏と飛鳥』(人をあるく)（吉川弘文館、2017年）

### 共著
- 『人事の日本史』（関幸彦・山本博文と、毎日新聞社、2005年、新潮文庫、2008年）
  - 『日本史から学ぶ「人事」の教訓』（宝島社 2013年　※ 再構成）

### 編著
- 『日本書紀の読み方』（講談社現代新書、2003年）　※ 編者代表・ほか4名が執筆。
- 『日本古代史地名事典』加藤謙吉、関和彦、仁藤敦史、前之園亮一（1947年（昭和22年） - ）共編（雄山閣、2007年）

## テレビ出演
- その時歴史が動いた（NHK総合テレビ）※ ゲスト解説出演。
- にっぽん!歴史鑑定（聖徳太子は実在したのか？）